# Gorenjski Vrh
Gorenjski Vrh este o localitate din comuna Zavrč, Slovenia, cu o populație de 83 de locuitori.